# Viktor Oeschger
Viktor Oeschger (* 28. August 1947) ist ein ehemaliger Schweizer Radrennfahrer.

## Sportliche Laufbahn
Oeschger war Strassenradsportler. 1968 siegte er im Eintagesrennen Kaistenberg-Rundfahrt. Die Internationale Friedensfahrt fuhr er 1967 und wurde beim Sieg von Marcel Maes als 13. der Gesamtwertung bester Schweizer.
1969 wurde er Berufsfahrer im Radsportteam Zimba-Mondia, er fuhr nur eine Saison als Radprofi und blieb ohne Erfolg.